# IC 3283
IC 3283 ist eine Spiralgalaxie vom Hubble-Typ Sc? im Sternbild Haar der Berenike am Nordsternhimmel, die schätzungsweise eine 534 Millionen Lichtjahre von der Milchstraße entfernt ist.
Das Objekt wurde am 23. März 1903 von dem deutschen Astronomen Max Wolf entdeckt.